# Fabián Cubero
Fabián Alberto Cubero, noto anche con il diminutivo Poroto (Buenos Aires, 21 dicembre 1978), è un ex calciatore argentino, difensore.

## Carriera
ha vestito la maglia del Vélez Sársfield e del Tigres UANL.
È stato campione con l'Argentina al Campionato mondiale di calcio Under-20 1997, disputatosi in Malesia.

## Palmarès

### Club
- Campionato argentino: 6

Velez Sarsfield: Clausura 1998, Clausura 2005, Clausura 2009, Clausura 2011, Inicial 2012, 2012-2013
- Supercopa Argentina: 1

Velez Sarsfield: 2013

### Nazionale
- Campionato mondiale Under-20: 1

Malesia 1997